# Milena Rudnitska
Milena Ivánivna Rudnitska (en ucraniano: Міле́на Іва́нівна Рудни́цька; Zbóriv, 15 de julio de 1892-Múnich, 29 de marzo de 1976) fue una periodista, política y activista ucraniana. Una de las voces más influyentes del movimiento feminista de Galitzia, publicó sus artículos en diferentes periódicos. Como miembro del Sejm polaco entre 1928 y 1935, expuso cuestiones de represión por parte de las autoridades gubernamentales a la escena mundial, incluidos los esfuerzos del régimen polaco para reprimir la cultura de la minoría ucraniana y la negación por parte del régimen soviético de la hambruna de 1932-1933. Con las ocupaciones soviética y nazi de Polonia, Rudnitska huyó del país y permaneció exiliada el resto de sus días, publicando libros y artículos mientras se trasladaba por Europa y Estados Unidos. 

## Primeros años
Milena Rudnitska nació el 15 de julio de 1892 en Zbóriv, Galitzia (entonces parte del Imperio austrohúngaro), tercer descendiente y única hija de una familia de intelectuales, Olga (nacida Ida Spiegel) e Iván Rudnitski. Su padre, descendiente de la nobleza ucraniana, había estudiado Derecho en la Universidad de Lemberg (actual Lviv) y trabajaba notario en Ucrania occidental. Su madre era hija de una familia de mercaderes judíos de Galitzia. Ambas familias se habían opuesto a su matrimonio, que pospusieron por casi una década, pues en la época nadie podía casarse sin consentimiento parental antes de los veinticuatro años. Cuando Ida decidió marcharse de casa, se convirtió al cristianismo y cambió su nombre a Olga, momento en que ambos se casaron. En total tendrían cinco hijos: Mijailo (1889-1975), filólogo; Volodímir (1891-1975), abogado; Milena; Iván (1896-1995), publicista y ensayista; y Antín (1902-75), compositor y director de ópera.
La familia Rudnitski utilizaba el polaco en casa y Olga nunca habló ucraniano con fluidez, si bien educó a sus hijos en la cultura ucraniana. La joven Milena, próxima a su padre, se vio profundamente afectada por su muerte en 1906, hecho que a su vez precipitó el traslado de madre e hijos a Lemberg. Tras recibir lecciones primarias en casa, asistió al Gimnasio Académico de la ciudad; en 1910 ingresó para estudiar Filosofía en la universidad y se graduaría con un título de enseñanza en Filosofía y Matemáticas. Durante Primera Guerra Mundial, la familia vivía en la capital del Imperio, Viena, en cuya universidad recibió en 1917 un graduado en Pedagogía, y, a pesar de haber iniciado su programa doctoral, no lo completó.

## Carrera profesional y política

### Nacionalista ucraniana y feminista (1918-1931)
Rudnitska empezó su trabajo como periodista en el editorial bimensual Nuestra Meta (Наша Мета) en 1918. Al año siguiente se casó con Pavló Lísyak, un político abogado que también había estudiado en Lemburg y vivía en Austria; el 27 de octubre tuvieron a su único hijo, Iván. La casa Lísyak-Rudnitski pronto se convirtió en un lugar de reunión para los líderes de la comunidad intelectual ucraniana que vivían en Viena. En su Galitzia natal, la guerra polaco-ucraniana había concluido con la incorporación al Estado polaco y la adopción de políticas para suprimir a las minorías. Milena apoyaba al movimiento nacionalista ucraniano, pero creía que las mujeres habían sido relegadas a papeles inferiores. De este modo, centró su atención en organizar a las mujeres e involucrarlas en la creciente conciencia cívica de una nación ucraniana. En 1920 decidió regresar a la ahora polaca Lemberg, renombrada Lwów, y pronto se separó de su marido. Su hijo, criado con su familia materna, adoptó en consecuencia el apellido Rudnitski como propio.
Rudnitska se convirtió en una de las principales activistas de la Unión de Mujeres Ucranianas (Союз українок, SU), organización que ayudó a fundar en 1920 junto con Olena Fedak-Sheparóvich, Irina Sichinska y Olga Tsipanovska entre otras. Entre sus numerosas acciones destacan la fundación de periódicos como el Boletín de las Mujeres (Жіночий вістник, 1922), la organización de conferencias o la creación de cooperativas. Por aquella época, en 1921, empezó a trabajar en el Seminario de Profesores y posteriormente en el Instituto Pedagógico Superior, ambos en Lwów, pero en 1928 dejó la enseñanza y se centró por completo en cuestiones sociales y políticas. Tras unirse a la Alianza Nacional-Democrática Ucraniana (UNDO), Rudnitska fue elegida representante del partido para el Sejm polaco en 1928 (puesto que mantendría hasta 1935); ese mismo año sería nombrada presidenta de la Unión de Mujeres Ucranianas (hasta 1939). También continuó con sus labores periodísticas, además de publicar en numerosos diarios feministas como Mujer (жінка), Ciudadana (Громадянина) o Ucraniana (Українка), y editar la página de mujeres del diario Gaceta Acción (газета дію).
En el Sejm, Rudnitska defendió con firmeza a Ucrania y criticó a las autoridades polacas por suprimir la cultura ucraniana, incluidas sus escuelas y sus instituciones religiosas. Participó en comités de educación y asuntos exteriores, donde pronunció numerosos discursos y obtuvo fama de oradora carismática. Fue una de los tres delegados de Ucrania que en 1931 presentaron ante la Sociedad de las Naciones el caso contra los oficiales polacos, acusados de llevar a cabo una «campaña de pacificación» para silenciar a la minoría ucraniana; recibió asimismo una invitación de la Cámara de los Comunes británica para hablar sobre esta cuestión.

### La hambruna soviética (1932-1933)
Durante la hambruna de 1932-1933 fue elegida vicepresidenta del Comité Ucraniano de Rescate Público de Ucrania (Український громадський комітет рятунку України) —iniciativa para compilar información sobre la situación económica, política y alimentaria de la población—, y organizó reuniones con políticos, científicos y educadores para hablar sobre la cuestión y proporcionar ayuda. A través de sus lazos con las organizaciones de mujeres, Rudnitska fue elegida para atraer ayuda internacional y llevar la situación ante la Sociedad de las Naciones.

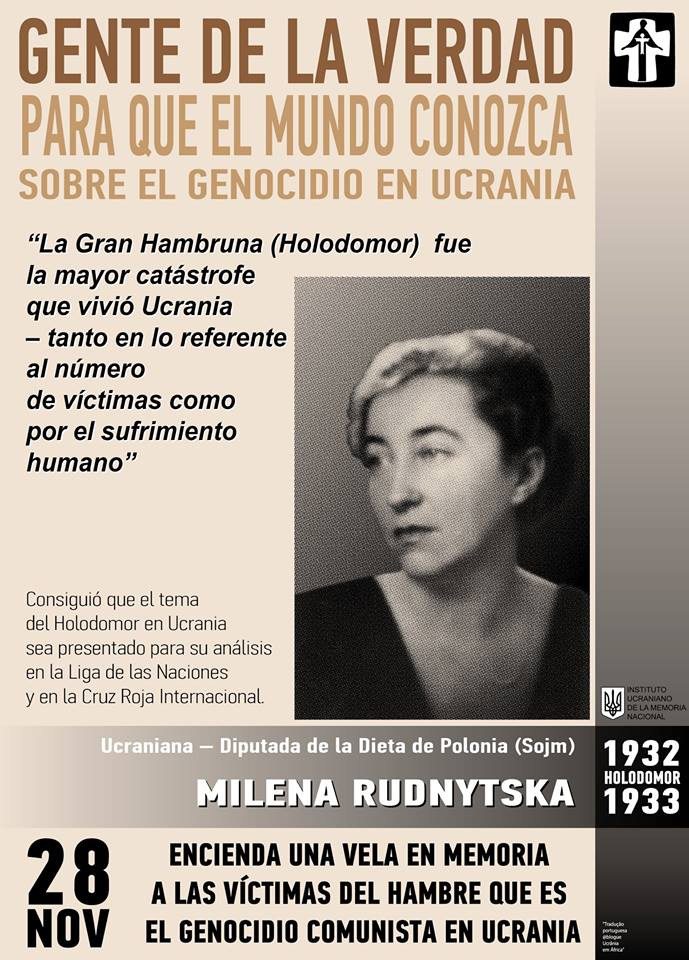
Cartel del Instituto Ucraniano de Memoria Nacional (Український Інститут Національної Пам’яті) sobre el Holodomor, en recuerdo de Milena Rudnitska y su papel de intermediaria ante la comunidad internacional.

El 29 de septiembre de 1933, catorce países se reunieron en Ginebra y la delegación ucraniana presidida por Rudnitska presentó sus hallazgos sobre la hambruna y la necesidad de asistencia internacional. Tras varias horas, la Sociedad de las Naciones decidió que la hambruna era un problema interno de la Unión Soviética, que a su vez no era un Estado miembro, y por lo tanto no proporcionaría ayuda. La delegación, entonces, solicitó auxilio al Comité Internacional de la Cruz Roja. Los directores de la organización contactaron con los oficiales soviéticos, de quienes esperaban obtener la aprobación para colaborar en Ucrania, pero el jefe de la Cruz Roja Rusa, Ábel Yenukidze, negó que existiese tal hambruna en Ucrania. Rudnitska habló en otra conferencia en diciembre de 1933, esta vez celebrada en Viena, donde urgió a la comunidad internacional a presionar al régimen estalinista  para que admitiese la existencia de una crisis y permitiese la ayuda. No obstante, la Unión Soviética mantuvo la negación y suprimió cualquier información oficial sobre la naturaleza y el alcance de la hambruna. En su libro La lucha por la verdad sobre la Gran Hambruna (Боротьба за правду про Великий Голод), escrito en 1958, Rudnitska defendería que esta había sido un resultado de la política de presión organizada del Kremlin para «fracturar a los campesinos ucranianos utilizando la colectivización para reprimir al rebelde pueblo ucraniano».

### Feminista de entreguerras (1933-1939)
Durante el período de entreguerras, Rudnitska fue una de las principales y más autorizadas voces del movimiento de mujeres ucraniano. Cuando Adolf Hitler subió al poder en enero de 1933, Milena analizó las restricciones impuestas casi de inmediato a las vidas de las mujeres. Las leyes aprobadas por el Tercer Reich prohibían su empleo en el servicio civil, establecían cuotas para el número de mujeres en los niveles superiores del sistema educativo o rechazaban su acceso a posiciones elevadas en el sistema judicial. Como respuesta, Rudnitska escribió un artículo satírico en la revista Voz Femenina (Жіночий голос), en el que definía a la mujer de la siguiente manera:

Жінка – то таке створіння, що має сидіти на кухні, варити обід, мити горшки і родити діти… Без того всього жінка то не жінка – виродок.
La mujer es una criatura que tiene que sentarse en la cocina, hacer la comida, lavar ollas y parir niños... Sin todo eso, la mujer no es una mujer: [es] un monstruo.

En una época en que el sector urbano de las mujeres ucranianas había desarrollado la premisa de que la mujer ideal era aquella con conciencia política e iniciativa social, la concepción nacionalsocialista ocasionó serias reservas y los intentos de establecer escuelas de maternidad en los territorios ocupados fracasarían por completo.
Para 1934, Rudnitska colaboró en la organización del Primer Congreso de Mujeres Ucranianas, celebrado en Stanisławów, y en 1937 fue elegida presidenta de la recién creada Unión Mundial de Mujeres Ucranianas (Світовий союз українок, SSU). A finales de los años 30, el Gobierno polaco observó de cerca a la Unión de Mujeres Ucranianas (SU), para finalmente arrestar a varias de sus dirigentes e ilegalizar la organización.

### La guerra y el exilio (1939-1976)
En 1939, durante la invasión soviética de Polonia, el régimen se anexionó Galitzia, hecho que propició la huida de numerosos nacionalistas. Ante la probable represión, Rudnitska se trasladó a Cracovia, ocupada por los nazis. Posteriormente, en 1940, viajó a Berlín, donde su hijo Iván estaba terminando sus estudios, ya iniciados en Lwów. En 1943 llegó a Praga, donde publicó su libro Ucrania occidental bajo los bolcheviques, IX/1939-VI/1941 (Західня Україна під большевиками: IX.1939-VI.1941, 1944). Mientras continuaba escribiendo en el exilio, regresó a Berlín y luego dirigió el Comité de Socorro Ucraniano (Український Допомоговий Комітет) en Ginebra entre 1945 y 1950. Ese mismo año se mudó a Nueva York, ciudad en la que permanecería ocho años antes de regresar a Europa, primero a Roma y finalmente a Múnich, donde viviría el resto de sus días.
Algunas de sus obras más conocidas son La realidad ucraniana y las tareas del movimiento de las mujeres (Українська дійсність і завдання жінки, Lwów, 1934); Don Bosco: Hombre, pedagogo y santo (Дон Боско: людина, педагог, святий, Roma, 1963); y Los estigmas invisibles (Невидимі стигмати, Roma y Múnich, 1971).

## Muerte y legado
Rudnitska murió el 29 de marzo de 1976 en Múnich, y fue enterrada el 2 de abril en la sección ucraniana del Waldfriedhof. En 1993, sus restos serían trasladados al cementerio Lichákiv de Lviv, junto a otros miembros de su familia.
En 1994, Irene Martiniuk publicó su tesis doctoral Milena Rudnytska and Ukrainian Feminism: The Art of the Possible, donde analizaba el papel de Rudnitska en el movimiento feminista ucraniano. En 1998 apareció el volumen Milena Rudnitska. Artículos, cartas y documentos (Мілена Рудницька. Статті. Листи, документи, Lviv), dirigido por Marta Bogachevska-Jomyak, Miroslava Dyadiuk y Jarosław Pełenski.

### Citas
1. 1 2  
Zhurzhenko, 2006, p. 470; Rudnitski, 1987, p. xvi.
2. 1 2  Zhurzhenko, 2006, p. 470.
3. 1 2 3 4 5  Onishko, 2012.
4. ↑  
Zhurzhenko, 2006, p. 470; Chornovol, 2007.
5. 1 2 3  Rudnitski, 1987, p. xvi.
6. 1 2 3  Zhurzhenko, 2006, p. 471.
7. 1 2  Chornovol, 2007.
8. ↑  
Zhurzhenko, 2006, p. 471; Snitsarchuk, 2016.
9. 1 2  Zhurzhenko, 2006, p. 472.
10. ↑  
Onishko, 2012; Chornovol, 2007; Gavrishko, 2010.
11. 1 2  Gavrishko, 2010.
12. ↑  
Zhurzhenko, 2006, p. 472; Chornovol, 2007.
13. 1 2  Zhurzhenko, 2006, p. 473.
14. ↑  Povaga. Kampaniya proti seksizmu (5 de julio de 2017). «Мілена Рудницька: "Ніхто не знищить ідеї, якій ми служили"» [Milena Rudnitska: «Nadie destruirá la idea a la que hemos servido»]. Consultado el 18 de septiembre de 2019.
15. 1 2  «Rudnytska, Milena». Encyclopedia of Ukraine (en inglés). 1993. Consultado el 18 de septiembre de 2020.
16. ↑  «Union of Ukrainian Women». Encyclopedia of Ukraine. 1993. Consultado el 18 de septiembre de 2020.
17. 1 2 3 4  Zhurzhenko, 2006, p. 474.
18. ↑  Himka, 2014.
19. 1 2  «Rudnytska, Milena». Encyclopedia of Ukraine (en inglés). 1993. Consultado el 18 de septiembre de 2020.
20. ↑  Svoboda, 1976, p. 8.
21. ↑  Martiniuk, 1994.
22. ↑  Dudzik, 2001.